# Crabbea
Crabbea là chi thực vật có hoa trong họ Acanthaceae.